# Benjamin Bok
Benjamin Bok (25 de gener de 1995), és un jugador d'escacs neerlandès, que té el títol de Gran Mestre des de 2014.
A la llista d'Elo de la FIDE del juliol de 2021, hi tenia un Elo de 2624 punts, cosa que en feia el jugador número 3 (en actiu) dels Països Baixos, i el 157è millor jugador del rànquing mundial. El seu màxim Elo va ser de 2645 punts, a la llista del juliol de 2019.

## Resultats destacats en competició
Aconseguí les tres normes de MI al Torneig de Groningen de 2009, al Corus C de 2010 i al torneig NK Algemeen de 2010. Obtingué la seva primera norma de Gran Mestre a la Copa d'Europa de clubs d'escacs de 2011, la seva segona norma l'obtingué quan va fer 6 punts de 9 a l'Internacional d'Oslo el 2013, i la seva tercera norma el 2014 quan se situà en sisè lloc amb 7 punts de 13 al Grup B del Torneig Tata Steel de categoria IV amb 7 punts de 11.
El 2014 fou subcampió del Torneig de Groningen 2014 i empatà en el tercer lloc del Campionat dels Països Baixos de 2015. Fou campió de l'Obert del London Chess Classic 2015 amb 8 punts en solitari, enduent-se un premi de 5.000 lliures estarlines.